# 鴿子島
66°19′S 110°27′E / 66.317°S 110.450°E
鴿子島（英語：Pidgeon Island）是南極洲的島嶼，位於威爾克斯地，屬於風車群島的一部分，處於米德格雷島和米歇爾半島之間，根據美國海軍拍攝的空中照片被繪入地圖，現時由南極條約體系管理。